# Happy Endings Film
Happy Endings Film ist eine deutsche Filmproduktion mit Sitz in Aachen. Das Unternehmen wird in der Form eines Einzelunternehmens geführt.

## Geschichte
Happy Endings Film wurde 1988 von Michael Chauvistré in München gegründet und hat sich auf die Produktion von Dokumentationen spezialisiert. Neben Michael Chauvistré ist Miriam Pucitta für die Regie verantwortlich. 2006 zog das Unternehmen nach Aachen um. Sie wurden bei zahlreichen Fernsehausstrahlungen gezeigt; u. a. in ARD, ZDF, Arte, RBB.

## Produktionen
- 1989 Eine zufällige Begegnung (Kurzfilm)
- 1990 Mal sehen was draus wird (Dokumentation)
- 1995 Unter einem Dach (Dokumentation)
- 1997 Schau mich nicht so böse an (Dokumentation)
- 2001 Mit IKEA nach Moskau (Dokumentation über die Eröffnung des ersten IKEA-Möbelhauses in Russland)
- 2006 Der Traum des Vaters (über den Schauspieler Rinaldo Talamonti)
- 2009 Tränen, die du lachst … (Dokumentation über den Aachener Kinderzirkus Pinocchio)
- 2012 Friede Freude Eierkuchen[1]
- 2014 Wie geht Deutschland?
- 2015: Eine Banane für Mathe – angekommen in Deutschland, Kurzfilm[2]
- 2016 Um zu leben, ein Film von Geflüchteten über ihre Flucht[3]
- 2016 Beer Brothers
- 2017: Gemeinsam einsam[4]

## Wettbewerbe (Auswahl)
- 1991 Dokfest München (Preis der Kulturstiftung der Stadtsparkasse München)
- 1996 Berlinale (Sektion:  Neue Deutsche Filme)
- 1999 Hofer Filmtage (Eröffnungsfilm)
- 2000 International Film Festival of Kerala (Indien)

Internationales Filmfestival Montevideo (Uruguay)
- 2001 Filmfestival Max Ophüls Preis

54. Internationale Filmfestspiele von Cannes
Filmfestival St. Petersburg Message to Man
Kasseler Dokumentarfilm- und Videofest
Filmfest Biberach  2016 Dokubiber (Bester Dokumentarfilm) Filmfest Biberach
- 2002 Göteborg Film Festival

Dokumentarfilmfestival Flahertyana Perm (Russland) 2002
Nowosibirsk Dokumentarfilmfestival Meeting in Siberia
Internationales Filmfestival Neu-Delhi
5. Eureka Screening „Love Stories“ Skopje (Mazedonien)
New Films from Germany / Museum of Modern Art / New York
San Francisco Goethe Institut